# Hydraena albai
Hydraena albai är en skalbaggsart som beskrevs av Sáinz-cantero 1993. Hydraena albai ingår i släktet Hydraena och familjen vattenbrynsbaggar. Inga underarter finns listade i Catalogue of Life.